# 모리 다이스케
모리 다이스케(守大助, 1971년 4월 28일 -)는 일본의 살인자이다.
2000년, 센다이에 소재한 호쿠료 클리닉(北陵クリニック, 2002년 폐원)에서 간호사로 근무하면서 근육이완제를 환자들에게 투여, 1명을 죽이고 4명을 위독 상태에 빠뜨린 혐의로 2001년 1월 6일 구속되었다.
구속 당시 그는 10여 명을 죽인 혐의를 받았으나 그는 결백을 주장했다. 그가 살인을 저지른 동기는 애인에게 차여서라고 하나, 살해의 동기로는 부적절한 점, 실제 투여받은 환자들에게 나타난 증상이 통상적인 근육이완제에 의한 증상과는 다른 점 등이 지적되었다.
2001년 6월 29일, 구속 중에 쓴 일기가 주 내용인 책 僕はやってない! 仙台筋弛緩剤点滴混入事件守大助勾留日記(ISBN 4-7503-1440-4)를 자신의 변호인인 아베 야스오(阿部泰雄)와 공저로 출판했다. 이 책에서 모리는 수사의 허점, 잘못된 점 등을 지적하며 스스로의 결백함을 주장했다.
2004년 3월 30일, 1심에서 무기 징역이 선고되었고, 모리는 그에 반발하여 항소했으나 2심도 2006년 3월 22일, 원심 판결을 그대로 확정했다. 모리는 상고하였으나 2008년 2월 25일에 기각당하고 7월 9일에 지바 교도소(ja)에 수감되었다.
- (일본어) 北陵クリニック事件のぺージ